# Søren Risbjerg Thomsen
Søren Risbjerg Thomsen, (født 4. november 1943 i Struer), dr.scient.pol., cand.mag.scient.soc. og professor emeritus i statskundskab ved Aarhus Universitet.
Thomsens forskningsområde er valgundersøgelser, komparativ og kvantitativ metode.
Thomsen laver vægtede meningsmålinger samt beregninger på mandatfordelinger efter storkredse for det politiske netmagasin Altinget.dk.